# Тавровенатор
 Taurovenator — викопний рід середніх розмірів кархародонтозаврид, який жив на початку пізньої крейди на теренах Аргентини. Знайдено тільки один елемент черепа — заочноямкову кістку.

## Етимологія
Назва Taurovenator походить від лат. tauro («бик») і лат. venator, що означає «мисливець». Епітет violantei  на честь Енцо Віоланте — власника ферми, де були знайдені рештки цього динозавра.

## Викопні матеріали
Голотип (MPCA PV 802) ізольований, права заочноямкова кістка.

## Відкриття та опис
Рештки тавровенатора були виявлені в північно-західній частині провінції Ріо-Негро в Аргентині, на південний схід від озера Есек'єль-Рамос-Мехія (ісп. Ezequiel Ramos Mexía). Вони були описані у 2016 році командою палеонтологів, до якої входили Матіас Мотта, Алексіс М. Арансьяга Роландо, Себастьян Розаділья, Федеріко Агнолін, Ніколас Чіменто, Федеріко Бріссон Еглі й Еміліо Фернандо Новас.

## Список видів
| Taurovenator | М. Мотта, А. М. Арансьяга Роландо, С. Розаділья, Ф. Агнолін, Н. Чіменто, Ф. Бріссон Еглі, Е. Ф. Новас, 2016 |
| T. violantei | М. Мотта, А. М. Арансьяга Роландо, С. Розаділья, Ф. Агнолін, Н. Чіменто, Ф. Бріссон Еглі, Е. Ф. Новас, 2016 |